# NGC 3616
NGC 3616 — звезда в созвездии Льва. Открыта Уильямом Гершелем в 1784 году.
Этот объект входит в число перечисленных в оригинальной редакции «Нового общего каталога».